# Kalanchoe pubescens
Kalanchoe pubescens là một loài thực vật có hoa trong họ Crassulaceae. Loài này được Baker mô tả khoa học đầu tiên năm 1886.